# Эффект контраста

Пример одновременного цветового контраста (см. пояснение в тексте).

Эффект контраста — это увеличение или уменьшение, по сравнению с привычными, воспринимаемых параметров объектов (людей, явлений или процессов), если непосредственно до этого аналогичный воспринимаемый параметр был меньшего или большего значения. (Под привычными параметрами здесь понимается такие, которые выводятся без сравнения, например, из накопленного опыта). Эффект контраста проявляется как для человека, так и для остальных животных, и распространяется на восприятие, когнитивную способность и проистекающие действия.
Примеры эффекта контраста:
- Прямоугольник «среднего» серого цвета будет восприниматься светлее или темнее, чем есть на самом деле, если рядом с ним соседствует тёмная или светлая (соответственно) рамка.
- Поднимаемый предмет может восприниматься тяжелее, если перед этим человек поднимал более лёгкий другой предмет. И наоборот, вес будет казаться меньше, если предыдущий предмет был тяжелее.
- За фиксированное количество вознаграждения животные работают старательнее, если ранее полученное вознаграждение было меньше. И напротив, они работают менее энергично, если полученное до этого вознаграждение было больше.
- Человек представляется более привлекательным, если он сравнивается с менее красивыми людьми, и менее привлекательным, если другие люди более красивы.

Одновременный контраст, открытый Мишелем Шеврёлем, относится к явлению, когда цвета двух разных объектов влияют друг на друга (см. выше пример с серой рамкой). Эффект более заметен, когда проявляется для объектов дополнительных (комплементарных) цветов. Эффект цветового контраста следует отличать от понятий контраста и контрастности, использующихся в фотографии и смежных областях и обозначающих разницу в цветности и яркости объекта по сравнению с окружением или фоном.